# Tsamba-Magotsi
Tsamba-Magotsi ist ein Departement in der Provinz Ngounié in Gabun und liegt im Südwesten des Landes. Das Departement hatte 2013 etwa 15.000 Einwohner.

## Gliederung
- Fougamou